# جورج بي. ماكنزي
جورج بي. ماكنزي هو معلم وسياسي كندي، ولد في 1873 في Malagash ‏ في كندا، وتوفي في 10 يونيو 1954. انتخب مفوض يوكون ‏ (1912 – 1924).